# Immunokastration
Die Immunokastration, auch Immunkastration genannt, ist ein immunologisches Verfahren zur Verhinderung der Bildung der Geschlechtshormone, wodurch für eine begrenzte Zeitdauer die gleiche Wirkung wie bei einer chirurgischen Entfernung der Geschlechtsdrüsen (Kastration) erzielt wird. Das Verfahren wird in der Veterinärmedizin vor allem bei Pferden und Schweinen sowie zur Kontrolle der Populationsdichte bei Wildtieren eingesetzt. Die Wirkungsweise ähnelt einem Impfstoff, da er das Immunsystem zur Bildung von Antikörpern gegen körpereigene Hormone anregt.

## Wirkprinzip der Immunokastration
Bei dem zur Immunokastration eingesetzten Wirkstoff handelt es sich um ein synthetisches Analogon des Hormons Gonadoliberin (GnRH). Im Körper von Säugetieren und Menschen wird Gonadoliberin im Hypothalamus des Gehirns gebildet. Das körpereigene Gonadoliberin regt die Bildung und Ausschüttung von Follikelstimulierendem Hormon (FSH) und Luteinisierendem Hormon (LH) in der Hirnanhangsdrüse an. Bei weiblichen Individuen bewirkt das Follikelstimulierende Hormon das Wachstum und die Reifung von Eibläschen (Follikel) im Eierstock bis hin zum Eisprung. Bei männlichen Individuen regt es im Hoden die Bildung von Spermien (Spermatogenese) an. Das Luteinisierende Hormon fördert bei weiblichen Individuen den Eisprung und die anschließende Gelbkörperbildung. Bei männlichen Individuen stimuliert es die Bildung des männlichen Geschlechtshormons Testosteron in den Leydig-Zellen des Hodens. Testosteron fördert unter anderem die Ausbildung der sekundären Geschlechtsmerkmale, die Libido und die sexuelle Potenz.
Das bei der Immunokastration eingesetzte synthetisch hergestellte GnRH-Analogon ist so verändert, dass es zum einen nach der Injektion im Körper selbst keine hormonelle Wirkung entfalten kann und zum anderen vom Immunsystem des behandelten Tieres als körperfremd erkannt wird, so dass B-Lymphozyten beginnen, Antikörper gegen das GnRH-Analogon zu bilden. Diese Antikörper binden auch das körpereigene GnRH, das so seine stimulierende Wirkung auf die Hirnanhangsdrüse nicht mehr entfalten kann. Da diese damit kein FSH und LH mehr ausschüttet, entfällt die hormonelle Stimulierung der Geschlechtsdrüsen. Hormonell stellt sich so ein Zustand ein, der dem Hormonstatus nach einer chirurgischen Entfernung der Geschlechtsdrüsen (Kastration) entspricht.
Da das GnRH-Analogon mit einer Länge von 10 Aminosäuren ein sehr kleines Molekül ist, muss es, um als Antigen eine starke Bildung von Antikörpern auslösen zu können, an ein Trägermolekül gebunden werden. Zusätzlich wird der so entstandene Wirkstoff mit einem Adjuvans kombiniert, das als Hilfsstoff die immunologische Antwort steigert. Da das GnRH bei Säugetieren eine sehr große Ähnlichkeit aufweist, sind die entwickelten Wirkstoffe in ihrer Wirkung nicht speziesspezifisch und können bei verschiedenen Tierarten eingesetzt werden. Unterschiede zwischen verschiedenen Tierarten gibt es dabei aber bei der erzielten Wirkdauer.
Die Immunokastration ist umkehrbar (reversibel), da die Bildung der Antikörper durch die B-Lymphozyten nur eine bestimmte Zeit anhält. Bei einem Nachlassen der Antikörper-Produktion wird das körpereigene GnRH zunehmend nicht mehr gebunden, so dass es seine stimulierende Wirkung auf die Hirnanhangsdrüse wieder entfalten kann. Die Geschlechtsdrüsen werden wieder durch FSH und LH angeregt, so dass sich wieder der hormonelle Status eines unkastrierten Tieres einstellt.
Gegenüber der chirurgischen Kastration, bei der die Geschlechtsdrüsen entfernt werden, hat die Immunokastration den Vorteil, dass es sich um ein nicht-invasives Verfahren handelt, also keine Operation notwendig ist. Je nach Indikation stellt auch die zeitliche Begrenzung der Ausschaltung von Zeugungsfähigkeit und Libido einen Vorteil gegenüber der chirurgischen Kastration dar, die nicht rückgängig zu machen ist.
Das Fleisch von immunologisch kastrierten Tieren ist für den menschlichen Verzehr unbedenklich und entfaltet im menschlichen Körper keine hormonellen Wirkungen. Aufgrund der hohen Homologie der GnRH-Moleküle der verschiedenen Säugetiere einschließlich des Menschen kann eine versehentliche Injektion des Wirkstoffs beim Menschen aber die gleichen Symptome wie bei den zu behandelnden Tieren hervorrufen. Vor allem bei einer zweiten oder gar weiteren versehentlichen Injektion wird durch den Wirkstoff auch beim Menschen die GnRH-Wirkung unterdrückt. In der Schweineproduktion wird der Wirkstoff deshalb in der Regel mit einem Sicherheitsapplikator angewendet, der eine versehentliche Selbstinjektion ausschließt. Da die hormonellen Auswirkungen einer versehentlichen Selbstinjektion bei einer bestehenden Schwangerschaft besonders schwerwiegend sind, dürfen schwangere Frauen den Wirkstoff nicht applizieren. Beim Einsatz zur Kontrolle von Wildtierpopulationen in den USA darf der Wirkstoff nur von speziell geschulten Personen angewendet werden.

## Immunokastration bei Pferden

### Indikation
Beim Einsatz von Stuten und Hengsten als Sportpferde können durch den Geschlechtstrieb verursachte unerwünschte Verhaltensweisen das Training und die Leistung negativ beeinflussen. Während der Rosse zeigen viele Stuten eine Konzentrations- und Leistungsschwäche. Hengste lassen sich durch die Anwesenheit von Stuten und Hengsten leicht ablenken und zeigen oft widersetzliches und aggressives Verhalten. Beim Umgang mit Pferden kann ausgeprägtes sexuell motiviertes Verhalten deshalb für Menschen und andere Pferde gefährlich werden, weshalb von einigen Pferdebesitzern und Reitern gewünscht wird, das reproduktive endokrine System des Pferdes zu unterdrücken.
Für den Einsatz bei Pferden steht ein Medikament für die immunologische Kastration zur Verfügung. Bei Hengsten bewirkt die Immunokastration eine verminderte Spermienproduktion sowie eine Reduktion des gebildeten Testosterons, wodurch Libido und sexuell motiviertes Aggressionsverhalten reduziert werden. Bei Stuten wird die Follikelentwicklung unterdrückt, wodurch der Sexualzyklus aussetzt und die Rosse ausbleibt.
Ein weiteres Einsatzgebiet der Immunokastration beim Pferd ist die Behandlung von Hengsten, die mit dem Erreger der Equinen Arteritis, dem Equinen Arteritis-Virus (EAV), infiziert sind. Bei Hengsten kann das Virus in den Hoden dauerhaft persistieren. Von diesen Tieren wird es beim Deckakt mit dem Sperma ausgeschieden, wodurch es zu einer Infektion der gedeckten Stute kommen kann, weshalb betroffene Hengste von der Zucht ausgeschlossen werden. Die Persistenz des Erregers im Hoden ist dabei androgenabhängig. Durch die Unterdrückung der Testosteronsekretion kann durch eine Immunokastration die Ausscheidung des Virus verhindert werden. Da die Wirkung auf die Bildung von Testosteron und damit die Spermienbildung reversibel ist, die Virusausscheidung aber dauerhaft unterbunden bleibt, können die durch die Immunokastration behandelten Hengste nach dem Nachlassen der Antikörperbildung wieder zum Decken eingesetzt werden.

### Anwendung
Für eine erfolgreiche Immunokastration muss der Wirkstoff zweimalig im Abstand von vier Wochen durch eine intramuskuläre Injektion verabreicht werden. Die Wirkdauer ist dabei von Pferd zu Pferd individuell sehr unterschiedlich. Bei Stuten wird eine Unterdrückung der Rosse für mindestens drei Monate erreicht. Bei einigen Stuten kann es aber durch die fehlende Progesteronfreisetzung zur Entwicklung einer Dauerrosse kommen. Außerdem kann nicht garantiert werden, dass wiederholt mit dem Medikament behandelte Stuten nach dessen Absetzen wieder einen normalen Sexualzyklus entwickeln und somit in der Zucht eingesetzt werden können. Da ältere Hengste mit einer geringeren Immunantwort reagieren, sind bei diesen für eine wirksame Unterdrückung der Testosteronproduktion oft drei Injektionen notwendig.

## Immunokastration in der Schweinemast

### Hintergrund
Schweine werden in der modernen Schweinemast mit einem Schlachtgewicht von 110 bis 125 kg geschlachtet, das sie in der Regel in einem Alter von 6½ bis 7 Monaten erreichen. Die meisten Eber erreichen mit diesem Lebensalter bereits die Geschlechtsreife, ab der sie Sexuallockstoffe produzieren, die im Fettgewebe eingelagert und mit dem Speichel des Ebers ausgeschieden werden, um die Paarungsbereitschaft der Sauen zu stimulieren. Beim Erhitzen von Eberfleisch – etwa beim Kochen, Braten oder Grillen – kann Ebergeruch auftreten, der von vielen Verbrauchern als unangenehm und urin- oder schweißartig wahrgenommen wird. Zudem kommt es mit Beginn der Pubertät beim Eber zu einer Zunahme aggressiven Beißverhaltens. Verursacht werden diese Veränderungen durch das im Hoden gebildete Geschlechtshormon Testosteron, die für den Ebergeruch maßgeblich verantwortliche Substanz ist Androstenon, ein Metabolit des Testosterons.
In Deutschland werden jährlich rund 18 Millionen männliche Ferkel in der ersten Lebenswoche kastriert, um den Ebergeruch, welcher eine Qualitätsminderung des Fleisches bedeutet, zu verhindern. Dabei werden die Hoden mit einem Skalpell entfernt, sodass die Testosteronbildung entfällt. Die Kastration erleichtert auch die Haltung der Tiere in Gruppen, da kastrierte männliche Tiere kein hormonell gesteuertes Aggressionsverhalten zeigen. Die Ferkelkastration ist gemäß den EU-Richtlinien RL 2001/88/EG und 2001/93/EG bis zum siebten Lebenstag ohne Schmerzausschaltung erlaubt und gilt als die sicherste Methode, um das Auftreten von geruchsbelastetem Eberfleisch zu vermeiden. Da dieser Eingriff in der Regel ohne Anästhesie erfolgt und ein gesteigertes öffentliches Interesse an artgerechter Haltung und tierschutzkonformer Behandlung von Nutztieren besteht, wurde eine Kastration unter Schmerzausschaltung gefordert. Durch die Änderung des Tierschutzgesetzes (TSchG) im Jahr 2015 hätte die betäubungslose Kastration von Ferkeln innerhalb der ersten 7 Lebenstage ab dem 1. Januar 2019 in Deutschland verboten werden sollen. Am 29. November 2018 beschloss der Bundestag, die betäubungslose Kastration für weitere zwei Jahre zu gestatten.
Neben der chirurgischen Frühkastration unter Betäubung und Schmerzausschaltung und der Ebermast (Mast unkastrierter Eber mit Schlachtung vor Eintritt der Geschlechtsreife) stellt die immunologische Kastration von Ebern eine Alternative zur derzeit gängigen Praxis der betäubungslosen Kastration von Jungferkeln dar.

### Anwendung
Bei dem in der Schweineproduktion eingesetzten Wirkstoff ist das verwendete synthetische GnRH-Analogon an ein Trägerprotein aus dem Bakterium Corynebacterium diphtheriae (Diphtherietoxoid) gebunden. Der Wirkstoff steht seit über 15 Jahren (Stand 2016) zur Verfügung und ist in 64 Ländern für die Behandlung von Ebern in der Schweinemast zugelassen.
Die Anwendung beim männlichen Schwein erfordert zwei Injektionen, die beide während der Mastphase durchgeführt werden. Nach der ersten Injektion, die ab einem Alter von 8 Wochen erfolgen kann, produzieren die B-Lymphozyten noch relativ wenige Antikörper, so dass noch keine Auswirkungen auf das körperliche Erscheinungsbild und das Verhalten der Tiere festzustellen sind. Die zweite Injektion erfolgt mindestens vier Wochen nach der ersten Injektion und vier bis sechs Wochen vor dem geplanten Schlachttermin. Die B-Lymphozyten produzieren nun große Mengen Antikörper (Boostereffekt), welche die Bildung von Androstenon und damit den Ebergeruch wirksam verhindern. Nach der zweiten Impfung werden die Tiere deutlich ruhiger, das Schlafverhalten ist ähnlich ausgeprägt wie bei Kastraten. Durch die fehlende Stimulierung der Hoden nehmen diese deutlich an Größe ab, die Testosteronproduktion bleibt aus, so dass auch kein Androstenon mehr entsteht. Auch die Skatol-Produktion wird damit erheblich reduziert.
Die Wirkung der Immunisierung ist vorübergehend: Falls die Schlachtung später als 10 Wochen nach der zweiten Dosis beabsichtigt ist, sollte eine dritte Dosis vier bis sechs Wochen vor dem geplanten Schlachtzeitpunkt verabreicht werden. Würde dieser Zeitpunkt überschritten, würden nicht mehr genügend Antikörper gebildet und die Hoden beginnen wieder, sich zu voller Funktion und Größe zu entwickeln, so dass erneut Ebergeruch entstehen würde.

### Akzeptanz des Verfahrens

#### Verbraucher und Vermarkter
In einer 2010 durchgeführten Verbraucherumfrage hatten die Konsumenten ein geringes Wissen zum Thema Ferkelkastration. Nur rund ein Viertel der Befragten kannte die Bedeutung der Begriffe „Ebergeruch“ und „Kastration“. Nachdem sie von den Interviewern über die Methoden der chirurgischen Kastration und der Immunokastration informiert worden waren, hielten in einer abschließenden Befragung 41 Prozent die Immunokastration und 19 Prozent die chirurgische Kastration für die beste Methode. 40 Prozent der Befragten gaben keiner der beiden Methoden den Vorzug.
In der Schweiz, in der die Immunokastration bereits seit 2007 zugelassen und die betäubungslose Kastration seit 2010 verboten ist, wird das Fleisch immunokastrierter Tiere laut Verbraucherumfragen so wenig akzeptiert, dass die beiden größten Supermarktketten Migros und Coop den Verkauf solcher Erzeugnisse ablehnen. Auch in Deutschland wird das so erzeugte Fleisch von Verbrauchern und Vermarktern bisher abgelehnt, weshalb viele Schlachthöfe immunokastrierte Eber nicht zur Schlachtung annehmen. Als einziges Einzelhandelsunternehmen ist bisher REWE bereit, Fleisch immunokastrierter Tiere zu vermarkten.
Obwohl die Behandlung in Japan zugelassen ist, importiert das Land, genau wie Singapur, kein Fleisch immunokastrierter Eber, da die dortigen Konsumenten skeptisch gegenüber einem Eingriff in den natürlichen Hormonhaushalt der Tiere und den sich daraus ergebenden Auswirkungen für die Verbrauchersicherheit sind.

#### Landwirtschaft
In Australien werden etwa 60 %, in Brasilien etwa 50 % der Eber immunologisch kastriert. In den europäischen Ländern konnte sich das Verfahren dagegen bei den landwirtschaftlichen Schweineerzeugern bisher nicht durchsetzen. In Belgien ist es seit 2010 zugelassen. Hier wird die Immunokastration bisher von ca. 15 % der Landwirte eingesetzt. Im Binnenmarkt Belgiens werden 30 % der Eber geimpft. In den anderen europäischen Ländern wird die Immunokastration nur von einzelnen Landwirten eingesetzt. Ursachen dafür sind die oben beschriebene schlechte Akzeptanz der Verbraucher und die damit verbundenen fehlenden Absatzmöglichkeiten der entsprechend behandelten Schlachttiere bei den Fleischerzeugerbetrieben. Vor allem die zweite Impfung ist mit Gefahren für den Anwender durch Verletzungen durch die zu diesem Zeitpunkt schon sehr schweren Tiere verbunden und macht zudem die Haltung in getrenntgeschlechtlichen Mastgruppen notwendig, die nur in sehr großen Mastbetrieben umzusetzen ist.
Die Kosten der zweimaligen Injektion betragen in Deutschland derzeit 3,40 bis 5,45 € pro Tier. Zurzeit wird der Wirkstoff weltweit nur von einem einzigen Hersteller angeboten; da das Hauptpatent aber im Jahr 2018 ausläuft, ist zu erwarten, dass dann auch weitere Hersteller ähnliche Präparate anbieten, wodurch eine Reduktion der Kosten pro Impfdosis erwartet wird. Während die behandelten Eber bis zur zweiten Injektion ein den unkastrierten Ebern ähnliches Futteraufnahme- und Wachstumsverhalten zeigen, verändert sich der Stoffwechsel der Tiere nach der zweiten Injektion, wodurch sie zu einem starken Fettansatz neigen. Nach der zweiten Injektion fressen die Tiere deutlich schneller und nehmen mit bis zu 4 kg pro Tag ca. 20 % mehr Futter auf als chirurgisch kastrierte Eber. Um einer übermäßigen Verfettung entgegenzuwirken, die in der modernen Schweineproduktion unerwünscht ist, sind deshalb angepasste Fütterungskonzepte notwendig. Bei der Schlachtkörperbewertung schneiden die immunokastrierten Tiere in allen Körperteilen schlechter ab als die Schlachtkörper unkastrierter Eber, was bei der Vergütung auch durch die höhere Zuwachsleistung in der letzten Mastphase nicht ausgeglichen werden kann. Dadurch erzielen die immunokastrierten Tiere unter Berücksichtigung der Impfkosten einen um ca. 7 bis 15 € geringeren Deckungsbeitrag als unkastrierte Jungeber.
Einige landwirtschaftliche Verbände wie die Interessengemeinschaft der Schweinehalter Deutschlands sehen durchaus die Möglichkeiten der Ebermast mit oder ohne Immunokastration, fordern jedoch Klarheit vom Einzelhandel bezüglich der Abnahme von Fleisch unkastrierter Tiere. Das QS-System, eine gemeinsame Initiative von Fleischerzeugern und -vermarktern, stellt die Immunokastration gleichrangig neben Ebermast und Kastration mit Betäubung/Schmerzausschaltung, sieht aber insbesondere einen Bedarf zur internationalen Koordinierung des Ausstiegs aus der betäubungslosen Kastration, um für die deutsche Landwirtschaft keine Nachteile im internationalen Wettbewerb entstehen zu lassen.
Die Tierärzteschaft sieht in der Ebermast, der Schlachtung vor der Geschlechtsreife und der Immunokastration die einzigen praxisreifen Alternativen zur derzeit noch üblichen betäubungslosen Kastration. Die Züchtung auf ebergeruchslose Schweine sowie das Sperma-Sexing und die Mast ausschließlich weiblicher Schweine wären Alternativen, die allerdings noch nicht praxisreif sind.

#### Tierschutzverbände
Der Deutsche Tierschutzbund erkennt die Immunokastration als eine von drei Alternativen zur betäubungslosen Kastration an. ProVieh favorisiert dagegen die Ebermast und sieht in der Immunokastration aufgrund der erheblichen Bedenken in Bezug auf die Verbraucherakzeptanz nur eine Zwischenlösung. Die Tierärztliche Vereinigung für Tierschutz (TVT) sieht in der Mast immunokastrierter Jungeber die erste Wahl unter den zurzeit verfügbaren Alternativen zur betäubungslosen Ferkelkastration.

## Einsatz zur Populationskontrolle bei Wildtieren und verwilderten Haustieren
In den USA wird die Immunokastration zur Unfruchtbarmachung von Weißwedelhirschen (Odocoileus virginianus) eingesetzt. Das Verfahren wurde vom National Wildlife Research Center (NWRC) entwickelt und wird in Gegenden angewendet, in denen die Population der Hirsche überhandnimmt, weil sie zum Beispiel in Städten oder Vorstädten jagdlich nicht dezimiert werden können. Von den Tieren gehen hier Gefahren und Belästigungen aus, zum Beispiel durch vermehrte Wildunfälle, aggressives Verhalten männlicher Tiere gegenüber Menschen während der Brunftzeit oder Schäden durch Verbiss und Trittschäden an Kultur- und Zierpflanzen. Bei zu dichter Population droht den Tieren zudem Unterernährung und die vermehrte Übertragung von Erkrankungen, auch zwischen verschiedenen Hirscharten.
Bei der Anwendung an Wildtieren stellt die Notwendigkeit von zwei Injektionen ein Problem dar, da es nur schwer sicherzustellen ist, dass einmal behandelte Tiere innerhalb eines bestimmten Zeitraums mit der zweiten Injektion behandelt werden. Aus diesem Grund wurde für den Einsatz bei Wildtieren eine spezielle Wirkstoffkombination entwickelt, die eine Unterdrückung der Hormonproduktion bereits bei einer einzigen Injektion ohne eine Zweitinjektion zur Boosterung über mehrere Jahre bewirkt. Dies beruht zum einen auf der Verwendung eines speziellen Adjuvans, das ein Extrakt aus Mycobakterium avium enthält und eine verlängerte Immunantwort auslöst. Für die Synthese des GnRH-Analogon wurde das Epitop außerdem an das Trägerprotein Schlitzschnecken-Hämocyanin (Keyhole Limpet Hemocyanin, KLH) gekoppelt, das bei der Produktion von Tierimpfstoffen oft eingesetzt wird, um deren Immunogenität zu erhöhen.
Da die Behandlung bei weiblichen Tieren eine deutlich längere Wirkdauer als bei männlichen Tieren induziert, werden die weiblichen Individuen der Population behandelt. Der Wirkstoff wird weiblichen Tieren intramuskulär verabreicht. Eine einmalige Injektion drei Monate vor der Brunftzeit führt dabei zur Unfruchtbarkeit für eine Dauer von mindestens einem Jahr. Wird im Zeitraum von 30 bis 60 Tagen nach der ersten Injektion eine zweite Injektion verabreicht, hält die Unfruchtbarkeit mehrere Jahre an.
Das Präparat wurde 2010 als Schädlingsbekämpfungsmittel mit eingeschränkter Indikation durch die U.S. Environmental Protection Agency (EPA) zugelassen. Diese beschränkt sich zurzeit auf den Einsatz bei weiblichen Weißwedelhirschen. Das Mittel darf außerdem nur durch Mitarbeiter des USDA-Wildlife Service und der staatlichen Behörden für Wildlife-Management sowie durch von diesen beauftragte Personen angewendet werden. Die Anwender müssen für die Anwendung von Schädlingsbekämpfungsmitteln zertifiziert sein. 2015 wurde die gleiche Wirkstoffkombination in den USA auch zur Populationskontrolle bei Wildpferden und -eseln zugelassen.
Obwohl durch Studien bereits eine gute Wirkung der für Weißwedelhirsche zugelassenen Wirkstoffkombination auch bei anderen Tierarten wie dem Kalifornischen Ziesel, Haus- und Wildschweinen, Bisons sowie Schwarzwedelhirschen (Odocoileus hemionus) belegt wurde, ist diese bisher nicht zur Anwendung bei weiteren Tierarten zugelassen.
Verwilderte Hunde- und Katzen stellen in vielen Ländern ein Problem dar, weshalb auch für diese Tierarten intensiv nach Möglichkeiten der Populationskontrolle gesucht wird. Verwilderte Hundepopulationen stellen in einigen Ländern ein Reservoir für die Tollwut dar, die ausgehend von diesen Tieren auf Haustiere und den Menschen übertragen werden kann. Die Immunokastration zur Reduzierung der Hundepopulation in Kombination mit einer breitflächigen Tollwutimpfung wird von Tierärzten als wirkungsvolles Verfahren zur Bekämpfung der Tollwut angesehen. Studien mit der bei den Weißwedelhirschen zugelassenen Wirkstoffkombination haben allerdings gezeigt, dass Hunde und Katzen verstärkt mit lokalen Reaktionen auf das verwendete Adjuvans reagieren, so dass für diese Tierarten zunächst eine andere Formulierung entwickelt werden müsste, so dass kein zugelassenes Medikament zur Verfügung steht.
Ein Nachteil der Populationskontrolle durch die Immunokastration ist, dass die Reduktion der Populationsgröße relativ langsam erfolgt, da diese sich erst nach und nach durch den Tod einzelner Individuen und den fehlenden Nachwuchs verändert. Die Immunokastration wird deshalb häufig eingesetzt, um die Populationsgröße im Anschluss an eine kurzfristige Reduktion durch Bejagung konstant zu halten. Die Immunokastration wird im Vergleich zur Bejagung von der Bevölkerung als Verfahren zur Populationskontrolle besser akzeptiert, da die Tiere nicht getötet werden, was oft auf Widerstand stößt.